# Davide Somma
Davide Somma, född 26 mars 1985, är en sydafrikansk professionell fotbollsspelare och forward som spelar för Leeds United, England och Sydafrika där han debuterade 2010. Han påbörjade sin fotbollskarriär i Italien innan han som free agent skrev på för Leeds 2009. Efter att först ha lånats ut till andra klubbar etablerade han sig i Leeds förstalag säsongen 2010/2011 och blev en av dess bäste målskyttar med total 12 mål varav 11 i ligan.
Somma skadade sig så allvarligt under träning på försäsongen att han inte kunde spela en enda match under säsongen 2011/2012 och enbart fyra matcher säsongen därefter.